# Dyskografia Sly & Robbie
Dyskografia jamajskiej sekcji rytmicznej Sly & Robbie.

## Albumy studyjne
| L.p. | Tytuł                                                         | Data wydania | Wytwórnia            | Format |
| ---- | ------------------------------------------------------------- | ------------ | -------------------- | ------ |
| 1.   | Master of Ceremony „Dub”                                      | 1978         | Imperial             | LP     |
| 2.   | Disco Dub                                                     | 1978         | Gorgon               | LP     |
| 3.   | Gamblers Choice                                               | 1980         | Sonic Sounds         | LP     |
| 4.   | The 60’s 70’s Into The 80’s = Taxi                            | 1980         | Mango / Island       | LP     |
| 5.   | Syncopation                                                   | 1982         | Joe Gibbs Music      | LP     |
| 6.   | Hot Dub                                                       | 1984         | Keytone              | LP     |
| 7.   | Language Barrier                                              | 1985         | Island               | CD, LP |
| 8.   | The Sting *                                                   | 1986         | Taxi / Moving Target | CD, LP |
| 9.   | Rhythm Killers                                                | 1987         | Island               | CD, LP |
| 10.  | The Summit                                                    | 1988         | RAS                  | CD, LP |
| 11.  | Silent Assassin                                               | 1989         | Island               | CD, LP |
| 12.  | Dubs For Tubs: A Tribute To King Tubby                        | 1990         | Rohit                | CD, LP |
| 13.  | Remember Precious Times                                       | 1992         | RAS                  | CD     |
| 14.  | Mambo Taxi                                                    | 1997         | Island               | CD, LP |
| 15.  | Friends                                                       | 1998         | EastWest             | CD, LP |
| 16.  | Babylon I-Rebel                                               | 1998         | Ex Works             | CD     |
| 17.  | Drum & Bass Strip To the Bone By Howie B                      | 1999         | Palm Pictures        | CD, LP |
| 18.  | Dub Fire                                                      | 2000         | NYC Music            | CD     |
| 19.  | One Love *                                                    | 2001         | Creole               | CD     |
| 20.  | The Dub Revolutionaries                                       | 2004         | RAS                  | CD, LP |
| 21.  | Version Born                                                  | 2004         | Palm Pictures        | CD     |
| 22.  | The Rhythm Remains the Same: Sly & Robbie Greets Led Zeppelin | 2005         | Taxi                 | CD     |
| 23.  | Rhythm Doubles                                                | 2006         | Taxi                 | CD     |
| 24.  | Amazing                                                       | 2008         | Fontana              | CD     |
| 25.  | One Pop Reggae + **                                           | 2010         | Phase One            | CD     |
| 26.  | Paper Bag **                                                  | 2011         | Taxi                 | CD     |
| 27.  | Blackwood Dub                                                 | 2012         | Groove Attack        | CD, LP |

* krążki sygnowane Sly & Robbie & The Taxi Gang

** krążki sygnowane Sly & Robbie & The Taxi Family

## Albumy koncertowe
| L.p. | Tytuł                 | Data wydania | Wytwórnia    | Format | Komentarz                                              |
| ---- | --------------------- | ------------ | ------------ | ------ | ------------------------------------------------------ |
| 1.   | 25th Anniversary Tour | 2005         | Instant Live | CD     | nagranie z koncertu w Bostonie w listopadzie 2004 roku |

## Kompilacje
| L.p. | Tytuł                                                                | Data wydania | Wytwórnia       | Format | Komentarz |
| ---- | -------------------------------------------------------------------- | ------------ | --------------- | ------ | --- |
| 1.   | Raiders of the Lost Dub                                              | 1981         | Mango / Island  | LP     | składanka dubowa różnych utworów, na których zagrali Dunbar i Shakespeare |
| 2.   | Sly & Robbie Present Taxi                                            | 1981         | Mango / Island  | LP     | składanka utworów różnych wykonawców, wyprodukowanych przez Dunbara i Shakespeare’a dla Taxi Records, a także ich własne kompozycje |
| 3.   | Crucial Reggae Driven By Sly & Robbie                                | 1982         | Mango / Island  | LP     | jak wyżej |
| 4.   | Reggae Greats: Sly & Robbie (A Dub Experience)                       | 1985         | Mango / Island  | CD, LP | składanka z serii "Reggae Greats" |
| 5.   | Taxi Fare                                                            | 1986         | Heartbeat       | CD, LP | składanka utworów różnych wykonawców, wyprodukowanych przez Dunbara i Shakespeare’a dla Taxi Records, a także ich własne kompozycje |
| 6.   | Sound of Taxi Vol. 3                                                 | 1987         | Taxi            | LP     | jak wyżej |
| 7.   | Club Play                                                            | 1987         | Taxi            | LP     | jak wyżej |
| 8.   | Turbo Charge                                                         | 1987         | Sonic Sounds    | LP     | jak wyżej |
| 9.   | Two Rhythms Clash                                                    | 1989         | RAS             | CD, LP | jak wyżej |
| 10.  | Sly & Robbie Present: DJ Riot                                        | 1990         | Mango / Island  | CD, LP | jak wyżej |
| 11.  | Many Moods of Sly, Robbie & The Taxi Gang                            | 1991         | Sonic Sounds    | CD     | składanka "the best of" |
| 12.  | Sly & Robbie Hits 1978-1990                                          | 1991         | Sonic Sounds    | CD     | składanka "the best of" (utwory z lat 1978-90) |
| 13.  | Sly & Robbie Present: Taxi X'mas                                     | 1991         | RAS             | CD     | składanka utworów różnych wykonawców, wyprodukowanych przez Dunbara i Shakespeare’a dla Taxi Records, a związanych ze świętami Bożego Narodzenia |
| 14.  | Overdrive In Overdub                                                 | 1993         | Sonic Sounds    | CD     | składanka utworów dubowych |
| 15.  | Sly & Robbie Present: Sound of Sound                                 | 1993         | Taxi / Pow Pow  | CD     | składanka utworów różnych wykonawców, wyprodukowanych przez Dunbara i Shakespeare’a dla Taxi Records, a także ich własne kompozycje |
| 16.  | Sly & Robbie Present: Sound of Sound Vol. 2                          | 1993         | Taxi / Pow Pow  | CD     | jak wyżej |
| 17.  | Sly & Robbie Present: The Speeding Taxi                              | 1993         | Sonic Sounds    | CD     | jak wyżej |
| 18.  | Sly & Robbie Present: The Punishers                                  | 1993         | Mango / Island  | CD, LP | jak wyżej |
| 19.  | Ragga Pon Top                                                        | 1993         | Taxi / Pow Pow  | CD, LP | jak wyżej |
| 20.  | Sly & Robbie Present the Taxi Gang: Hail Up the Taxi                 | 1995         | Mango / Island  | CD, LP | jak wyżej |
| 21.  | Dub Rockers Delight                                                  | 1997         | Magnum          | CD     | składanka utworów dubowych wydanych przez Negus Roots Records |
| 22.  | Sly, Robbie, Gitsy & The Taxi Gang Presents the Sound of La Trenggae | 1997         | VP              | CD, LP | składanka utworów różnych wykonawców, wyprodukowanych przez Dunbara i Shakespeare’a dla Taxi Records, zmiksowanych z muzyką latynoską |
| 23.  | Reggae Dance Hall                                                    | 1998         | CAS             | CD     | składanka utworów różnych wykonawców, wyprodukowanych przez Eda Savage'a, zawierająca do każdego z utworów wersję dubową lub instrumentalną autorstwa Dunbara i Shakespeare’a                                                                                   |
| 24.  | Maximum Dub                                                          | 1998         | Hudson Vandam   | CD     | składanka utworów dubowych, w większości zarejestrowanych przez Bunny’ego Lee |
| 25.  | Massive                                                              | 1999         | NYC             | CD     | składanka "the best of" (utwory z drugiej połowy lat 70.) |
| 26.  | Hail Up Taxi 2                                                       | 1999         | Tabou 1         | CD     | składanka utworów różnych wykonawców, wyprodukowanych przez Dunbara i Shakespeare’a dla Taxi Records, a także ich własne kompozycje |
| 27.  | Dance Hall Killers!                                                  | 2000         | Tabou 1         | CD     | jak wyżej |
| 28.  | Sly & Robbie + Friends: We Are Family                                | 2000         | Silver Star     | CD     | składanka "the best of" |
| 29.  | Gold Dubs: Ultimate Reggae Collection                                | 2000         | Fine Tune       | CD     | składanka utworów dubowych |
| 30.  | Big Reggae Taxi                                                      | 2000         | Music Avenue    | CD     | dwupłytowa składanka "the best of" |
| 31.  | Make 'Em Move: The Island Collection 1985-90                         | 2000         | Spectrum Music  | CD     | składanka "the best of" (utwory z lat 1985-90) |
| 32.  | DUBle Trouble                                                        | 2000         | Artists Only!   | CD     | składanka utworów dubowych z drugiej połowy lat 70. |
| 33.  | Ultimate Collection: Sly & Robbie (In Good Company)                  | 2001         | Hip-O           | CD     | składanka z serii "Ultimate Collection" |
| 34.  | Good Dubs: The Prime of Sly & Robbie                                 | 2001         | Music Club      | CD     | składanka utworów dubowych z lat 1975-82 |
| 35.  | Dub Masters                                                          | 2001         | Music Club      | CD     | składanka utworów dubowych z lat 1975-82 |
| 36.  | Sly & Robbie Presents the Wonderful Sound of Lovers Rock             | 2001         | Creole          | CD     | składanka utworów różnych wykonawców, wyprodukowanych przez Dunbara i Shakespeare’a dla Taxi Records, zwłaszcza z gatunku lovers rock |
| 37.  | Sly & Robbie At Prince Jammy's: Dub Transmission Specialists         | 2002         | Varèse          | CD     | dwupłytowa składanka utworów dubowych, zarejestrowanych przez Prince Jammy’ego w latach 1982–1983 |
| 38.  | Sly & Robbie + All Stars: Friends 21                                 | 2003         | ZYX Music       | CD     | składanka coverów utworów muzyków takich jak Keith Richards, Mick Hucknall, Gregory Isaacs czy też Maxi Priest; wydana również przez label Dance Street Music pod nazwą Sly & Robbie + Friends: Satisfaction                                                    |
| 39.  | Make 'Em Move / Taxi Style: An Introduction To Sly & Robbie          | 2003         | Island          | CD     | składanka z serii "An Introduction To..." |
| 40.  | Late Night Tales: Sly & Robbie                                       | 2003         | Azuli / Whoa    | CD     | składanka z serii "Late Night Tales" |
| 41.  | Sly & Robbie Present: Romantic Reggae For the Ladies                 | 2003         | Rhythm Club     | CD     | składanka utworów różnych wykonawców, wyprodukowanych przez Dunbara i Shakespeare’a dla Taxi Records, zwłaszcza z gatunku lovers rock |
| 42.  | Riddim: The Best of Sly & Robbie In Dub                              | 2004         | Trojan          | CD, LP | dwupłytowa składanka utworów dubowych z lat 1978-85 |
| 43.  | African Roots                                                        | 2004         | Delta Music     | CD     | dwupłytowa składanka "the best of" |
| 44.  | Unmetered Taxi                                                       | 2004         | Pressure Sounds | CD, LP | składanka utworów różnych wykonawców, wyprodukowanych przez Dunbara i Shakespeare’a dla Taxi Records, zawierająca do każdego z utworów również wersję dubową lub instrumentalną ich autorstwa                                                                   |
| 45.  | Roots of Dub                                                         | 2005         | Mastersong      | CD     | składanka utworów zdubowanych przez Dunbara i Shakespeare’a |
| 46.  | Hail Up Taxi 3                                                       | 2005         | Taxi            | CD     | składanka utworów różnych wykonawców, wyprodukowanych przez Dunbara i Shakespeare’a dla Taxi Records, a także ich własne kompozycje |
| 47.  | Sly & Robbie's Taxi Sound: Marking 30 Years of Taxi Records          | 2005         | Auralux         | CD, LP | składanka utworów różnych wykonawców, wyprodukowanych przez Dunbara i Shakespeare’a dla Taxi Records, wydana z okazji 30. rocznicy założenia wytwórni |
| 48.  | Sly & Robbie Presents The Mighty Paragons Collection                 | 2006         | Unity           | CD     | składanka utworów grupy The Paragons wyprodukowanych przez Dunbara i Shakespeare’a dla Taxi Records, zawierająca również kilka niepublikowanych wcześniej piosenek                                                                                              |
| 49.  | African Culture                                                      | 2006         | Brook           | CD     | składanka utworów dubowych |
| 50.  | Dub                                                                  | 2006         | Synergy         | CD     | składanka utworów dubowych |
| 51.  | Sly & Robbie Presents Taxi 3 Trio                                    | 2006         | Taxi            | CD     | składanka utworów Dennisa Browna, Gregory’ego Isaacsa oraz Sugar Minotta, wyprodukowanych przez Dunbara i Shakespeare’a dla Taxi Records |
| 52.  | Strictly Drum & Bass: The Roots of Sly & Robbie                      | 2007         | Trojan          | CD     | składanka utworów różnych wykonawców z lat 1969-75, na których Dunbar i Shakespeare zagrali osobno zanim jeszcze stworzyli duet; wyjątkiem w tym zestawieniu jest utwór Johna Holta pt. "Up Park Camp", na którym usłyszeć można obu muzyków grających wspólnie |
| 53.  | Sly & Robbie Presents Taxi Christmas: Love & Reality                 | 2007         | Taxi            | CD     | składanka utworów różnych wykonawców, wyprodukowanych przez Dunbara i Shakespeare’a dla Taxi Records, a związanych ze świętami Bożego Narodzenia |
| 54.  | This Is Crucial Reggae: Sly & Robbie                                 | 2007         | RAS             | CD     | składanka z serii "This Is Crucial Reggae" |
| 55.  | Anniversary                                                          | 2007         | Taxi            | CD     | składanka "the best of" wydana dwa lata po 25. rocznicy założenia Taxi Records, w roku 2008 nominowana do nagrody Grammy w kategorii najlepszy album reggae |
| 56.  | The Kings of Reggae                                                  | 2010         | Music Sessions  | CD     | składanka "the best of" |

## Wspólnie z innymi wykonawcami
| Wykonawcy                                     | Tytuł                                                | Data wydania | Wytwórnia           | Format |
| --------------------------------------------- | ---------------------------------------------------- | ------------ | ------------------- | ------ |
| Sly & Robbie / The Revolutionaries            | Sensi Dub Vol. 4                                     | 1976         | Original Music      | LP     |
| Sly & Robbie / Yabby You                      | Yabby You Meets Sly & Robbie: At the Mixing Lab      | 1979         | Prophet             | LP     |
| Sly & Robbie / The Paragons                   | Sly & Robbie Meet The Paragons                       | 1981         | Island              | LP     |
| Sly & Robbie / Yabby You / Tommy McCook       | Yabby U Meets Sly & Robbie Along With Tommy McCook   | 1982         | WLN                 | LP     |
| Sly & Robbie / The Taxi Gang / The Skatalites | The Skatalites With Sly And Robbie And The Taxi Gang | 1983         | Vista Sounds        | LP     |
| Sly & Robbie / The Taxi Gang / Purpleman      | Sly & Robbie + The Taxi Gang Vs. Purpleman + Friends | 1983         | Vista Sounds        | LP     |
| Sly & Robbie / Echo Minott                    | Showcase                                             | 1984         | Jam Can             | LP     |
| Sly & Robbie / King Tubby                     | Sly & Robbie Meet King Tubby                         | 1991         | Esoldun             | CD, LP |
| Sly & Robbie / Yami Bolo                      | Freedom & Liberation                                 | 1999         | Tabou 1             | CD     |
| Sly & Robbie / Michael Rose                   | X-Uhuru                                              | 1999         | Tabou 1             | CD     |
| Sly & Robbie / King Tubby                     | Absolute Best Dub Reggae                             | 1999         | Proper              | CD     |
| Sly & Robbie / Monty Alexander                | Monty Meets Sly & Robbie                             | 2000         | Telarc              | CD     |
| Sly & Robbie / Black Uhuru / Johnny Osbourne  | Reggae Stylee                                        | 2000         | Recall              | CD     |
| Sly & Robbie / Ansel Collins                  | Jamaican Gold                                        | 2002         | Moll-Selekta        | CD, LP |
| Sly & Robbie / King Tubby                     | Sly & Robbie Meet Bunny Lee: At Dub Station          | 2002         | Jamaican Recordings | CD, LP |
| Sly & Robbie / King Tubby                     | Sly & Robbie Meet King Tubby: Reggae Rasta Dub       | 2004         | Clock Tower         | CD, LP |
| Sly & Robbie / Amp Fiddler                    | Inspiration Information                              | 2008         | Strut               | CD     |
| Sly & Robbie / Delroy Wilson                  | Delroy Wilson Meets Sly & Robbie Downtown            | 2009         | Kingston Sounds     | CD, LP |
| Sly & Robbie / Unitzz                         | J Paradise                                           | 2009         | Phase One           | CD     |
| Sly & Robbie / Scantana                       | The Best Supporting Acts                             | 2010         | Phase One           | CD     |
| Sly & Robbie / Bob Sinclar                    | Made in Jamaica                                      | 2010         | Division            | CD     |

## Inne
Szacuje się, że Sly & Robbie wzięli udział w nagraniach na ponad 200 000 utworów, co czyni z nich prawdopodobnie najpłodniejszych instrumentalistów w historii. Oprócz tego, wiele ich własnych kompozycji znalazło się na różnych składankach z muzyką reggae, dub i dancehall.